# Zooplancton
Tradicionalmente, se ha dividido a la comunidad planctónica en fitoplancton o plancton vegetal y en zooplancton o plancton animal. Se denomina zooplancton a la fracción del plancton constituida por seres que se alimentan por ingestión de materia orgánica ya elaborada. Está constituido por protozoos, es decir, protistas diversos, fagótrofos que engloban el alimento fagocitándolo. También por larvas de animales más grandes, como esponja, gusanos, equinodermos, moluscos o crustáceos, y de otros artrópodos marinos, así como formas adultas de pequeño tamaño de crustáceos —como copépodos o cladóceros—, rotíferos, y fases juveniles de peces (alevines).
Son heterótrofos que en la cadena trófica ocupan las primeras posiciones de consumidores, alimentándose de los productores primarios (componentes del fitoplancton), de organismos descomponedores, como bacterias, o de otros componentes del zooplancton. Algunos se alimentan de residuos orgánicos particulados.
En muchos casos los integrantes del zooplancton guardan una gran proximidad sistemática con otros del fitoplancton, a veces incluso son del mismo género. Muchas algas unicelulares flageladas simultanean o alternan la fotosíntesis con la ingestión de alimentos orgánicos.

## Usos
El zooplancton se utiliza como bioindicador en la investigación científica. Se emplea como alimento para las larvas de peces y otros organismos marinos criados en cautiverio. Este uso no solo promueve el crecimiento saludable de las larvas, sino que también mejora la eficiencia y sostenibilidad de las prácticas de acuicultura.

## Integrantes delholoplancton
- Protozoarios:
  - Foraminíferos: Están conformados por carbonato de calcio. Tienen perforaciones donde surgen prolongaciones para capturar su alimento. Son heterótrofos.Ciliados tintínidos

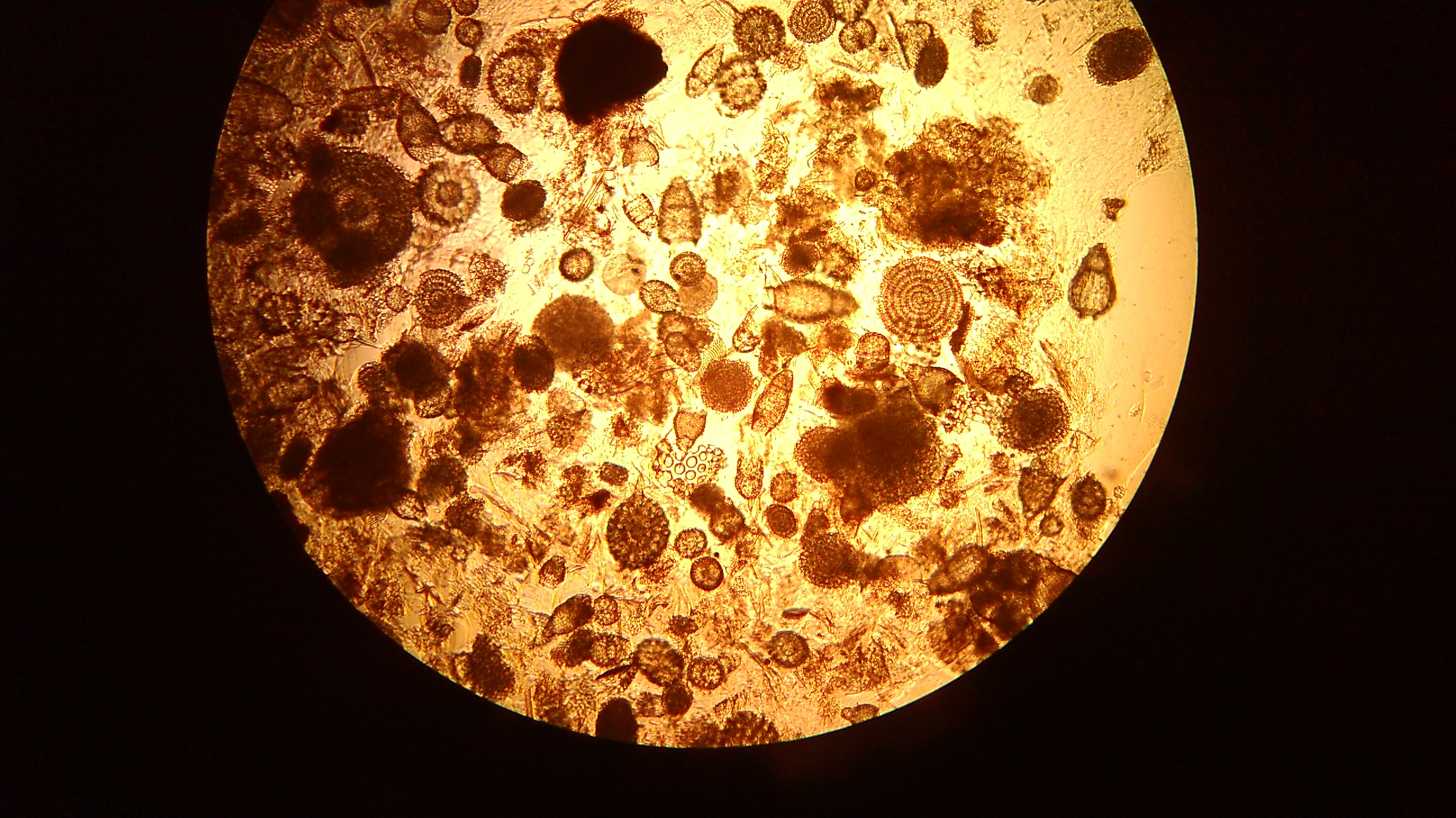
Ciliados tintínidos

  - Radiolarios: Se mueven por pseudópodos. Poseen un esqueleto de sílice y tienen simetría radial.
  - Ciliados: Presentan en su cuerpo una multitud de pequeños filamentos llamados cilios. Los ciliados marinos son encontrados generalmente sobre las algas en los sedimentos, también en el tegumento de los peces e intestino de erizos.

- Pluricelulares:
  - Medusas: Una medusa puede ser un estado de desarrollo de otro pluricelular sesil, es decir, que no tiene movilidad, por lo que se relaciona al bentos, o ser un organismo libre adulto. Logra su flotación gracias a su forma de paracaídas. Su cuerpo está formado de agua siendo este del 98%. Es importante recalcar que no todas son urticarias.
  - Sifonóforos: Entre otras especies, las del género Physalia (fragata portuguesa).
  - Copépodos: Son crustáceos que constituyen casi el 70% del zooplancton. Poseen dos pares de antenas, el tórax está dividido en seis segmentos, cada uno con un par de apéndices aplanados y el abdomen presenta cinco segmentos desprovistos de apéndices.
  - Eufausiáceos: En algunas latitudes, forman lo que se conoce con el nombre de kril (principal alimento de ballenas).

## Integrantes del meroplancton (plancton temporal)
- Larvas de invertebrados:
  - Trocófora (moluscos, poliquetos)
  - Veliger (Molusco)
- Larvas de crustáceos:
  - Nauplio, zoea, megalopa, cipris, etc.
- Larvas de Equinodermo:
  - Pluteus